# غار ناتی پاتی
غار موتزاراد نیستور تالیسک ناتی پاتی یک غار هیدروترمال است که در غرب دریاچه یوتا در شهرستان یوتا، یوتا در ایالات متحده آمریکا قرار دارد. این غار قبلاً علیرغم اینکه به دلیل گذرگاه‌های باریکش شناخته شده بود، بین غارنوردان آماتور و حرفه ای محبوب بود. در سال ۲۰۰۹ ناتی پاتی پس از یک سانحه مرگبار به روی عموم بسته شد. همچنین قبل از آن، در میان نیروهای پیشاهنگی و دانشجویان کالج محبوبیت داشت.

## کشف و بررسی
این غار که برای اولین بار در سال ۱۹۶۰ توسط دیل گرین و دوستانش کاوش شد، در حال حاضر تحت مالکیت مدرسه یوتا و اداره اراضی تراست است و توسط تیمپانوگوس یوتا اداره می‌شود. سیستم غار به دلیل بافت بتونه مانند خاک رس نرم و قهوه ای موجود در بسیاری از معابر آن نامگذاری شده است. گرین در ابتدا فکر کرد که آن را «سیلی پاتی» بنامد، اما بعداً به این نتیجه رسید «ناتی پاتی» آوای بهتری دارد. بافت رس مانند آن از دی‌اکسید سیلیکون تشکیل شده است که معمولاً در ماسه یافت می‌شود. از آنجایی که غار به سمت بالا با آب فوق گرم تشکیل شده است که سنگ آهک را تشکیل می‌دهد، بسیاری از مواد معدنی اضافی ساختارهای پیچیده‌ای را تشکیل می‌دهند. این ساختارها شامل ۱۴۰۰ فوت (۴۳۰ متر) ناودان و تونل است و قبل از بسته شدن، از طریق یک سوراخ سطحی باریک قابل دسترسی بود.
قبل از سال ۲۰۰۹، این غار چهار عملیات نجات مجزا از غارنوردان و پیشاهنگان پسر را داشت که در پیچ‌ها، چرخش‌ها و خزیدن‌های سخت در غار گیر کردند. در سال ۲۰۰۶، تلاشی برای محدود کردن شدید تعداد بازدیدکنندگان مجاز به داخل غار انجام شد. تخمین زده می‌شد که غار بیش از ۵۰۰۰ بازدید کننده در سال داشته باشد، بسیاری از بازدیدکنندگان اغلب در اواخر شب وارد غار می‌شدند و اقدامات احتیاطی مناسب را انجام نمی‌دادند. محبوبیت غار باعث صاف شدن بیش از حد صخره داخل غار شده بود تا جایی که پیش‌بینی می‌شد در یکی از برجسته‌ترین ویژگی‌های غار، فضای با شیب ۴۵ درجه‌ای به نام «سرسره بزرگ»، اتفاق مرگ‌باری رخ دهد. در ۲۴ مه ۲۰۰۶ یک دروازه نصب شد و غار به‌طور موقت بسته شد. در اوایل سال ۲۰۰۹، مدیریت مناسب ایجاد شد و یک فرایند کاربردی برای اطمینان از رعایت اقدامات احتیاطی ایجاد شد. در ۱۸ می ۲۰۰۹، غار دوباره به روی عموم باز شد.

## تصادف مرگبار و بسته شدن
در ۲۴ نوامبر ۲۰۰۹، جان ادوارد جونز (۲۱ ژانویه ۱۹۸۳–۲۵ نوامبر ۲۰۰۹) گیر کرد و پس از ۲۷ تا ۲۸ ساعت گیر افتادن در غار درگذشت.
جونز و سه نفر دیگر در جستجوی کانال مادر غار بودند. جونز وارد یک گذرگاه بدون نقشه شد که به اشتباه فکر می‌کرد کانال است و خود را در بن‌بست دید که به جز یک شکاف عمودی باریک جایی برای رفتن نداشت. با تصور این که این یک پیچ است، بجونز ا سر وارد شد و وارونه شد. ابعاد این شکاف ۱۰ در ۱۸ اینچ (۲۵ در ۴۶ سانتی‌متر) بوده و در فاصله ۴۰۰ فوتی (۱۲۰ متری) ورودی غار قرار داشت. تیم بزرگی از امدادگران به کمک او آمدند. کارگران یک سیستم پیچیده طناب و قرقره راه اندازی کردند تا او را بیرون بیاورند، اما این سیستم زمانی که تحت فشار قرار گرفت شکست خورد و جونز را دوباره در سوراخ فرو برد. جونز در نهایت بر اثر فشار چندین ساعته وارد بر بدنش به صورت معکوس دچار ایست قلبی شد. امدادگران به این نتیجه رسیدند که تلاش برای بازیابی جسد او بسیار خطرناک است. مالک زمین و خانواده جونز به توافق رسیدند که غار برای همیشه بسته شود و جسد داخل آن مهر و موم شود تا یادبودی برای جونز باشد. از مواد منفجره برای فروریختن سقف نزدیک بدن جونز استفاده شد و سوراخ ورودی با بتن پر شد تا از دسترسی بیشتر جلوگیری شود.
برخی از اعضای جامعه غارنوردی با بسته شدن غار مخالفت کردند. گروه‌های اجتماعی در فیس بوک برای نجات غار درخواست دادند اما موفق نشدند. اگرچه غارنوردان قبلاً راه خود را از یک ورودی دروازه‌ای بریده بودند، مواد منفجره ای که برای بستن گذرگاه استفاده شد و ورودی سیمانی، انجام این کار را اگر نگوییم غیرممکن، بی‌نهایت دشوار می‌کرد.
فیلمی دربارهٔ این تراژدی با عنوان آخرین سرازیری در ۱۶ سپتامبر ۲۰۱۶ منتشر شد